# Équipe cycliste Panamá es Cultura y Valores
L'équipe cycliste Panamá es Cultura y Valores est une équipe cycliste panaméenne, ayant le statut d'équipe continentale depuis 2021.

## Principales victoires

### Championnats nationaux
- Championnats du Panama sur route : 4
  - Course en ligne : 2023 (Randish Lorenzo)
  - Contre-la-montre : 2023 (Bolívar Espinosa)
  - Course en ligne espoirs : 2023 (Bredio Ruiz)
  - Contre-la-montre espoirs : 2023 (Cristopher Miranda)

## Classements UCI
L'équipe participe aux épreuves des circuits continentaux et en particulier de l'UCI America Tour. Les tableaux ci-dessous présentent les classements de l'équipe sur les différents circuits, ainsi que son meilleur coureur au classement individuel.
UCI America Tour
| UCI America Tour | UCI America Tour       | UCI America Tour                          | UCI America Tour |
| Année            | Classement par équipes | Meilleur coureur au classement individuel |                  |
| ---------------- | ---------------------- | ----------------------------------------- | ---------------- |
| 2021             | 2e                     | Christofer Jurado (13e)                   |                  |
| 2022             | 2e                     | Bolívar Espinosa (45e)                    |                  |
| 2023             | 3e                     | Franklin Archibold (30e)                  |                  |
| 2024             | -                      | Franklin Archibold (30e)                  |                  |
|                  |                        |                                           |                  |
| Source : UCI     |                        |                                           |                  |

L'équipe est également classée au Classement mondial UCI qui prend en compte toutes les épreuves UCI et concerne toutes les équipes UCI.
| Classement mondial | Classement mondial     | Classement mondial                        | Classement mondial |
| Année              | Classement par équipes | Meilleur coureur au classement individuel |                    |
| ------------------ | ---------------------- | ----------------------------------------- | ------------------ |
| 2021               | 51e                    | Christofer Jurado (182e)                  |                    |
| 2022               | 56e                    | Bolívar Espinosa (526e)                   |                    |
| 2023               | 43e                    | Franklin Archibold (326e)                 |                    |
| 2024               | -                      | Sandi Guerra (890e)                       |                    |
|                    |                        |                                           |                    |
| Source : UCI       |                        |                                           |                    |

## Panamá es Cultura y Valoresen 2022
| Cycliste           | Date de naissance | Nationalité | Équipe 2021                 |  |
| ------------------ | ----------------- | ----------- | --------------------------- |  |
| Franklin Archibold | 24 août 1997      | Panama      | Panamá es Cultura y Valores |  |
| Jorge Castelblanco | 22 novembre 1998  | Panama      | Panamá es Cultura y Valores |  |
| Bolívar Espinosa   | 8 décembre 1996   | Panama      | Panamá es Cultura y Valores |  |
| Yelko Gómez        | 9 mars 1989       | Panama      |                             |  |
| Nehemías Guerra    | 23 mars 2000      | Panama      |                             |  |
| Sandi Guerra       | 17 juin 1996      | Panama      | Panamá es Cultura y Valores |  |
| Nolberto Hernández | 27 mars 1996      | Panama      | Panamá es Cultura y Valores |  |
| Roberto Herrera    | 8 septembre 2001  | Panama      | Panamá es Cultura y Valores |  |
| Christofer Jurado  | 27 octobre 1995   | Panama      | Panamá es Cultura y Valores |  |
| Abdul Lorenzo      | 24 mai 1997       | Panama      | Panamá es Cultura y Valores |  |
| Cristopher Miranda | 30 août 2003      | Panama      |                             |  |
| Alex Strah         | 26 mars 1996      | Panama      | Panamá es Cultura y Valores |  |